# 李国英
李 国英（り こくえい、1963年12月 - ）は、中華人民共和国の官僚・政治家。河南省禹県出身。現職は中華人民共和国水利部部長。

## 経歴
1963年12月、河南省禹県で生まれる。1984年7月に華北水利水電大学を卒業後、同年、黄河水利委員会に入局。1971年から中華人民共和国水利部技師長補佐、1995年技師次長、1998年技師長。
1999年5月には黒竜江省水利庁党組書記に転任する。同年8月、黒竜江省水利庁庁長を兼務。
2001年5月、中央に移り、黄河水利委員会主任、党組書記に就任。2011年3月、水利部副部長（次官）、党組成員に昇格。
2015年8月、党務に転じて安徽省に赴任し、安徽省党委副書記に就任した。2016年9月、第12期安徽省人民代表大会常務委員会は1日の第32回会議で、李錦斌省長の辞任届を受理し、李国英を副省長兼省長代行に任命することを決定した。2017年1月、第12期安徽省人民代表大会第7回会議は21日、李錦斌を安徽省人民代表大会常務委員会主任、李国英を安徽省省長に選出した。
2021年2月、第13期全国人民代表大会常務委員会第26回会議は李国英を中華人民共和国水利部部長に任命した。

## 栄典
- 2007年、大禹水利科学技術賞一等賞。
- 2009年、国家科学技術進歩二等賞。
- 2010年、国家科学技術進歩一等賞。